# يانوش ماتي (لاعب كرة قدم)
يانوش ماتي (بالمجرية: Máté János)‏ هو مدرب كرة قدم ولاعب كرة قدم مجري في مركز الهجوم، ولد في 23 ديسمبر 1948 في Bonyhád ‏ في المجر. لعب مع نادي بودابست هونفيد ونادي فيرينتسفاروشي.